# Brüninghausen (Lüdenscheid)

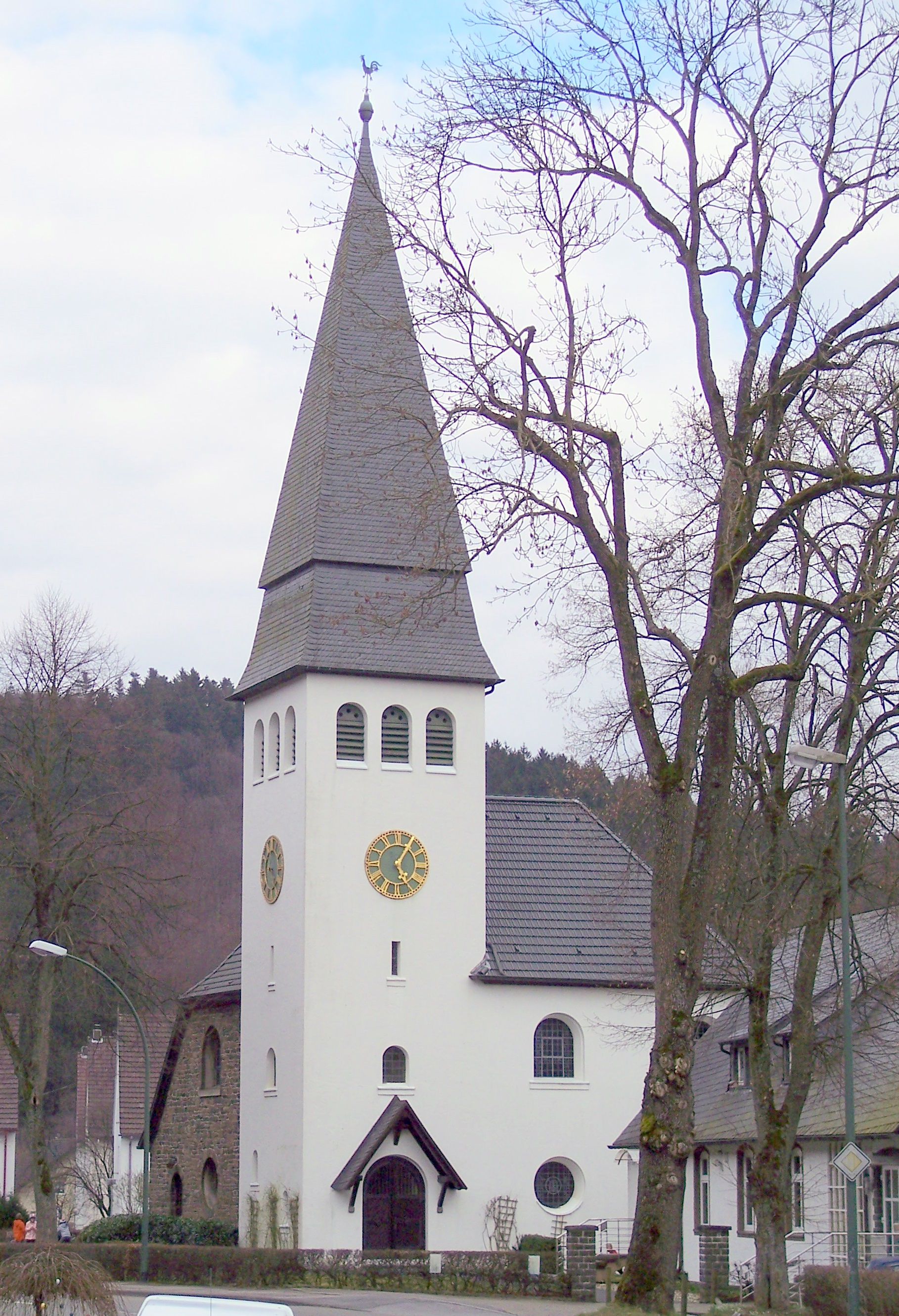
Brüninghausen, Evangelische Kirche

Brüninghausen (Lüdenscheider Platt Brünin) ist die Bezeichnung eines Stadtteils und gehört zum statistischen Bezirk 09 (Brüninghausen / Augustenthal) der Kreisstadt Lüdenscheid im westlichen Sauerland, Nordrhein-Westfalen. Der Ortsteil und der statistische Bezirk liegen im Osten des Stadtgebietes von Lüdenscheid und im Tal der Verse. Seit 2010 wird auch der nordöstlich gelegene Stadtteil Trempershof mit zum statistischen Bezirk 09 (Brüninghausen / Augustenthal) gezählt.

## Geschichte
Im Mittelalter war Brüninghausen eine von zehn Bauerschaften im Kirchspiel Lüdenscheid. Sie sollen mindestens seit dem 13. Jahrhundert bestanden haben. Seit 1843 gehörte der Ort zur Gemeinde Lüdenscheid-Land im Amt Lüdenscheid. Mit Wirkung vom 1. Januar 1969 wurde er wie der größte Teil der Landgemeinde mit der Stadt Lüdenscheid vereinigt. Industrielles Gewicht gewann Brüninghausen mit dem Aufbau der Plate-Stahlwerke seit Beginn des 19. Jahrhunderts. Der Bedeutungszuwachs manifestierte sich auch im Bau der evangelischen Kirche 1912. Seit 1925 war Brüninghausen an das Schienennetz der Kreis Altenaer Eisenbahn angeschlossen. Es bestand eine Stichbahn nach Augustenthal an der Strecke Lüdenscheid–Werdohl, welche noch bis 1967 für den Güterverkehr genutzt wurde.

## Infrastruktur
Vor Ort existieren ein städtischer Kindergarten, eine evangelische Kirche und ein evangelischer Friedhof. Die traditionsreiche Grundschule wurde nach Aufhebung von Schulbezirken zwei Jahre als Teilstandort der Schule Kalve geführt, bevor es 2009 zur endgültigen Schließung kam.
Als Veranstaltungsort dient die sogenannte Brüninghauser Halle, die an der Platehofstraße 64 liegt. Ende Januar 2013 will ein neuer Pächter den Gastronomiebetrieb in der Halle übernehmen, da die Gaststätte zusammen mit dem angrenzenden Saalbau mangels neuem Nachfolger für einige Monate geschlossen war. Bis dahin soll das Gebäude aufwändig saniert werden. Die Umgestaltungsmaßnahmen werden durch den Träger des Hauses, den Verein Brüninghauser Halle, geleitet. Das Gebäude selbst gehört ebenfalls dem Verein. Der Verein besteht aus dem Turnverein Brüninghausen, der Soldatenkameradschaft und der Alterskameradschaft der Brüninghauser Feuerwehr.
Der Ortsteil besaß lange die Eigenschaften eines Unterzentrums. Bereits vor der Schule hatten jedoch alle Einzelhandelseinrichtungen geschlossen. Die Anbindung an den Öffentlichen Personenverkehr geschieht durch die Buslinien 42 und 243 (Schulbuslinie) der Märkischen Verkehrsgesellschaft (MVG). Wirtschaftlich dominiert das ortsansässige Stahlwerk Platestahl mit über 200 Beschäftigten.

## Sehenswertes
- Der Platehof ist ein ausgedehnter Komplex aus teils historisch bedeutsamen Fabrikationsgebäuden sowie Herrenhaus mit Nebengebäuden und Gartenanlage. Er entwickelte sich ab etwa 1800 aus dem sogenannten Ohler Hof. Das nach 1863 an Stelle eines Vorgängerbaus errichtete neoklassizistische Herrenhaus bildet das Zentrum der Anlage. „Ein Eckturm mit Welscher Haube, die von einer Wetterfahne mit dem Firmensymbol bekrönt wird, dient als Bedeutungsträger für das Fabrikantenhaus mit dem Anspruch eines Adelshauses, wie es oft im märkischen Sauerland anzutreffen ist.“[7] Benachbart findet sich u. a. ein älteres frühklassizistisches Herrenhaus von 1813–15.
- Die evangelische Kirche ist ein 1912 errichteter und geweihter Jugendstilbau mit ortsbildprägendem Turm einschließlich gestuftem Pyramidenhelm.[8]
- Südlich des Ortsausgangs liegt an der Mündung des Bremecker Baches in die Verse das Schmiedemuseum der Stadt Lüdenscheid, der Bremecker Hammer.
- Wenige Kilometer talaufwärts befindet sich in Treckinghausen der Staudamm der Versetalsperre.

## Umweltpark
In der Nachbarschaft zur Brüninghauser Halle an der Platehofstraße soll eine umweltgerechte Wohnanlage mit 16 Einzel- und Doppelhäusern entstehen. Die Gebäude sollen mit Wärmepumpen und auf Wunsch mit Solaranlagen ausgestattet werden. Das Projekt soll mit Mitteln aus der Kreditanstalt für Wiederaufbau (KfW) gefördert werden. Speziell die nahe Lage zur Natur soll als Vorteil zur Vermarktung des neuen Umweltparks dienen.

## Verkehrsanbindung

### Bahnverkehr
Die nächstliegenden Bahnhöfe sind der Bahnhof Lüdenscheid und der Bahnhof Werdohl. Beide sind per Auto oder Bus in wenigen Fahrminuten gut erreichbar.

### Busverkehr
Die Anbindung des Stadtteils an den öffentlichen Personennahverkehr erfolgt durch die Buslinien 42 und 243 (Schulbuslinie) der Märkischen Verkehrsgesellschaft (MVG).
Wichtige Bushaltestellen des Stadtteils sind: „Abzw. Brüninghausen“, „Niederschemm“, „Niederschemm Wendestelle“, „Schemmer Teich“, „Schemm“, „Brüninghausen Stahlwerk“, „Brüninghausen Hügelstraße“, „Brüninghausen Friedhof“, „Platehof“, „Brüninghausen Schulweg“, „Brüninghauser Halle“ und „Wenninghauser Weg“.

### Straßenverkehr
Die Anbindung an das Bundesautobahnnetz erfolgt über die nahegelegenen Abfahrten Nr. 14 Lüdenscheid und Nr. 15 Lüdenscheid-Süd der Bundesautobahn 45. Die A 45 selbst führt Richtung Norden nach Hagen und Dortmund sowie in Richtung Süden nach Siegen, Wetzlar, Gießen und Frankfurt am Main. Eine weitere Alternativanschlussstelle ist die Abfahrt Nr. 13 Lüdenscheid-Nord der A 45. Auch die B 229 liegt direkt nördlich von Brüninghausen und ist innerhalb weniger Fahrminuten gut erreichbar. Parkplätze innerhalb von Brüninghausen sichern den Autofahrern genügend Parkmöglichkeiten zu.

## Persönlichkeiten
- Peter Brüninghaus (1794–1865), Unternehmer und preußischer Abgeordneter